# Terre de Haakon VII
La Terre de Haakon VII est un territoire norvégien situé au nord-ouest du Spitzberg, Svalbard. Il est délimité géographiquement par les Woodfjorden et Liefdefjorden au nord-est, Kongsfjorden au sud-ouest et le glacier Isachsenfonna au sud. La Terre de Haakon VII  est délimitée par la Terre d'Albert I à l'ouest, la Terre de Jacques I au sud et la Terre d'Andrée. La Terre est nommée d'après Haakon VII, roi de Norvège de 1905-1957.

## Nature
L'ensemble de la zone est située dans le Parc national de Nordvest-Spitzbergen.Il y a beaucoup d'oiseaux des falaises le long de la rive du Kongsfjorden. À l'intérieur de la péninsule de Blomstrandhalvøya se trouve la Réserve ornithologique de Blomstrandhamna. Complètement à l'ouest se trouve la Réserve ornithologique de Guissezholmen. Aucune des huit colonies d'oiseaux des falaises ne compte plus de 10 000 individus reproducteurs. Il y a des rennes dans le nord et l'est, mais pas dans les régions couvertes de glace de l'ouest et du sud. Dans le fjord de l'ouest on trouve des bélugas et des phoques. 
La terre est divisée en deux au centre dans le sens nord-sud avec au centre deux glaciers: Monacobreen (408 km2), au nord, qui s'écoule dans le Liefdefjorden, et Isachsenfonna (1000 km2), au sud. Il y a d'autres grands glaciers comme Holtedahlfonna (1375 km2) dont la partie sud-est rejoint la Terre James I. Il y a également d'autres glaciers nettement plus petits et qui sont des bras de l'Isachsenfonna : Karlsbreen à l'est, et à l'ouest Blomstrandbreen (102 km2), Fjortende Julibreen (81 km2) et Tinayrebreen (53 km2).
La région est vallonnée avec des pics qui atteignent 1300 mètres au sud et à l'est, et un peu moins dans l'ouest. Le plus haut sommet est Eidsvollfjellet avec 1 454 m, Fred Olsenfjellet (1312 m) et Risefjella (1305 m) à l'est au niveau du Bockfjorden, et Kronprins Olavs fjell (1006 m) à l'ouest au niveau du Krossfjorden. 
Bockfjorden, qui est un bras du fjord Woodfjorden dans le nord-ouest, a deux sources chaudes comme un vestige du volcanisme.

## Histoire
Il n'y a pas d'habitations permanentes sur la Terre de Haakon VII. Par le passé, les baleiniers n'entraient pas dans le Kongsfjorden, mais au XXe siècle, des stations de chasse étaient basées dans le fjord et tout au long des plages du Kongsfjorden. Sur la côte est du fjord est se trouve la péninsule de Blomstrandhalvoya qui a une longue histoire à la fois de chasse mais aussi d'exploitation de minéraux.